# جوزف پی. کندی جونیور
جوزف پی. کندی جونیور (انگلیسی: Joseph P. Kennedy Jr.; ۲۵ ژوئیهٔ ۱۹۱۵ – ۱۲ اوت ۱۹۴۴) افسر نیروی دریایی ایالات متحده آمریکا بود.
وی همچنین برندهٔ جوایزی همچون پرپل هارت، نشان هوایی، و صلیب پرواز ممتاز (ایالات متحده) شده‌است.